# Anopheles gonzalezrinconesi
Anopheles gonzalezrinconesi är en tvåvingeart som beskrevs av Cova Garcia, Pulido och Escalante de Ugueto 1977. Anopheles gonzalezrinconesi ingår i släktet Anopheles och familjen stickmyggor.
Artens utbredningsområde är Venezuela. Inga underarter finns listade i Catalogue of Life.